# Bulevardul Grigore Vieru
Bulevardul Grigore Vieru (până în 2010 parte a bd. Renașterii, în anii 1950–1959 str. Țentralnoi Luci) se află în sectorul Râșcani, Chișinău. Este o magistrală de importanță urbană cu o lungime de cca 1,5 km, începând de la str. Cosmonauților și sfârșind la intersecția cu str. Albișoara.
Între cele două benzi carosabile ale bulevardului este amenajat un spațiu verde îngust, compus dintr-o alee cu bănci și pomi pe margini, care însoțește bulevardul pe toată lungimea lui. Miniparcul este fragmentat în două locuri de intersecții. În perimetrul bulevardului sunt construite edificii cu menire socială și publică, blocuri de locuit cu 4 etaje și cu magazine la parter, printre care:
- Banca Națională a Moldovei (nr. 7, 1973, arh. B. Vaisbein);
- complexul hotelier Turist (nr. 13, 1971, arh. R. Bekesevici);
- Liceul teoretic și căminele studenților de la Universitatea Agrară (nr. 6/2, anii 1950)

La intersecția cu str. Albișoara au fost construite cămine cu 10-12 etaje, care desăvârșesc compozițional trecerea bulevardului înspre splaiul Bîcului.

## Galerie de fotografii

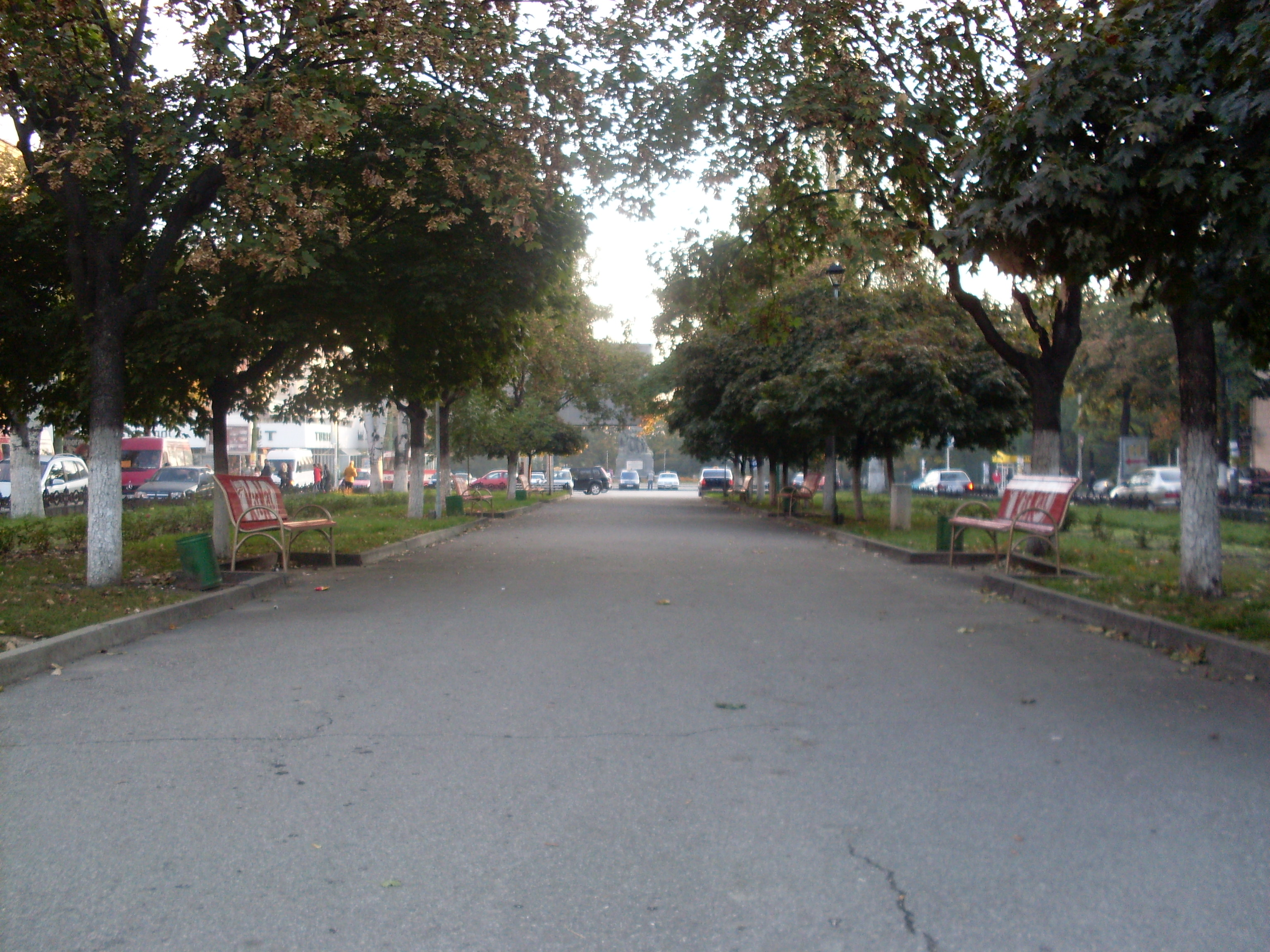
Miniparcul dintre fâşiile carosabile
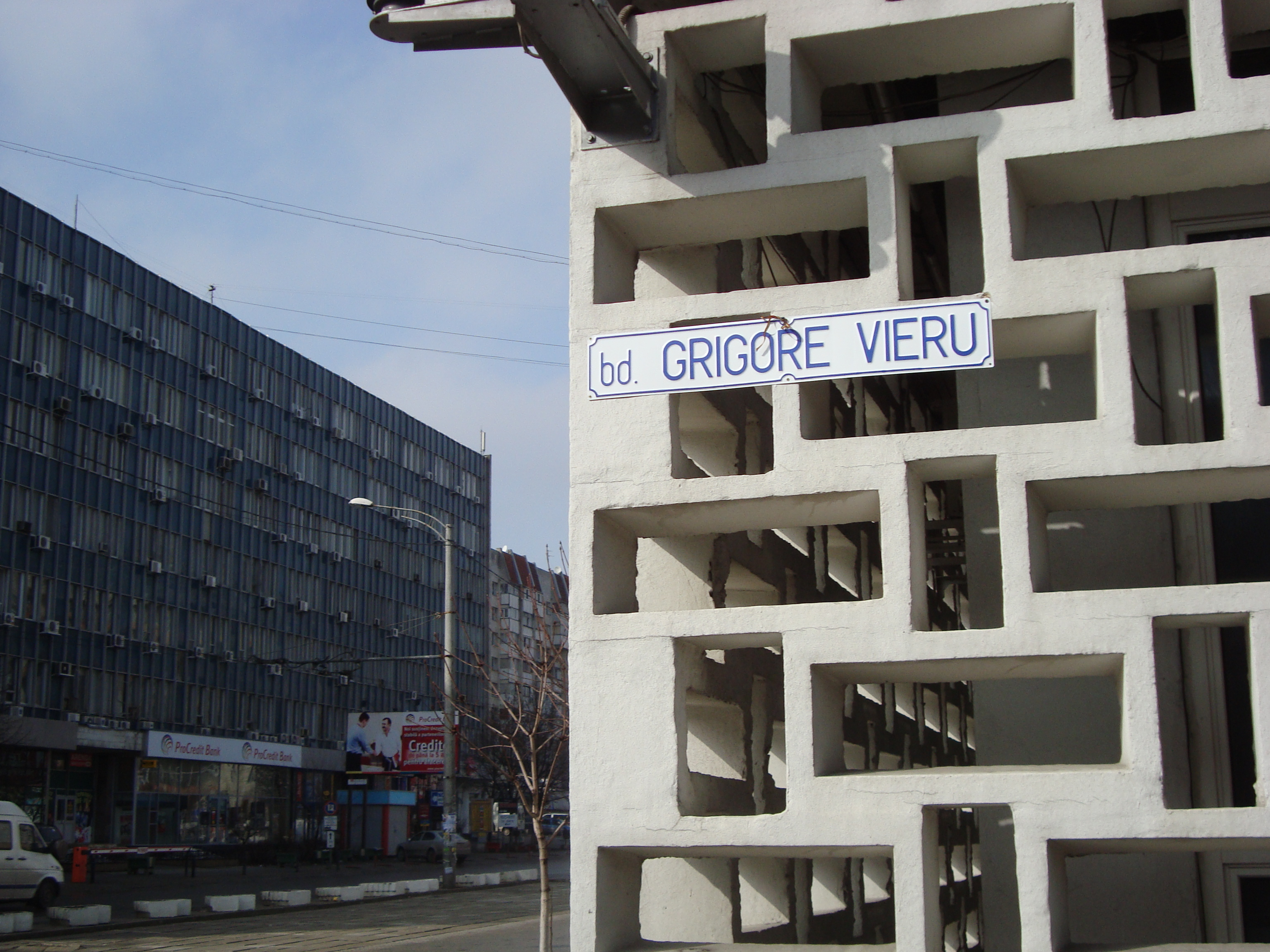
Placă pe peretele clădirii Băncii Naționale
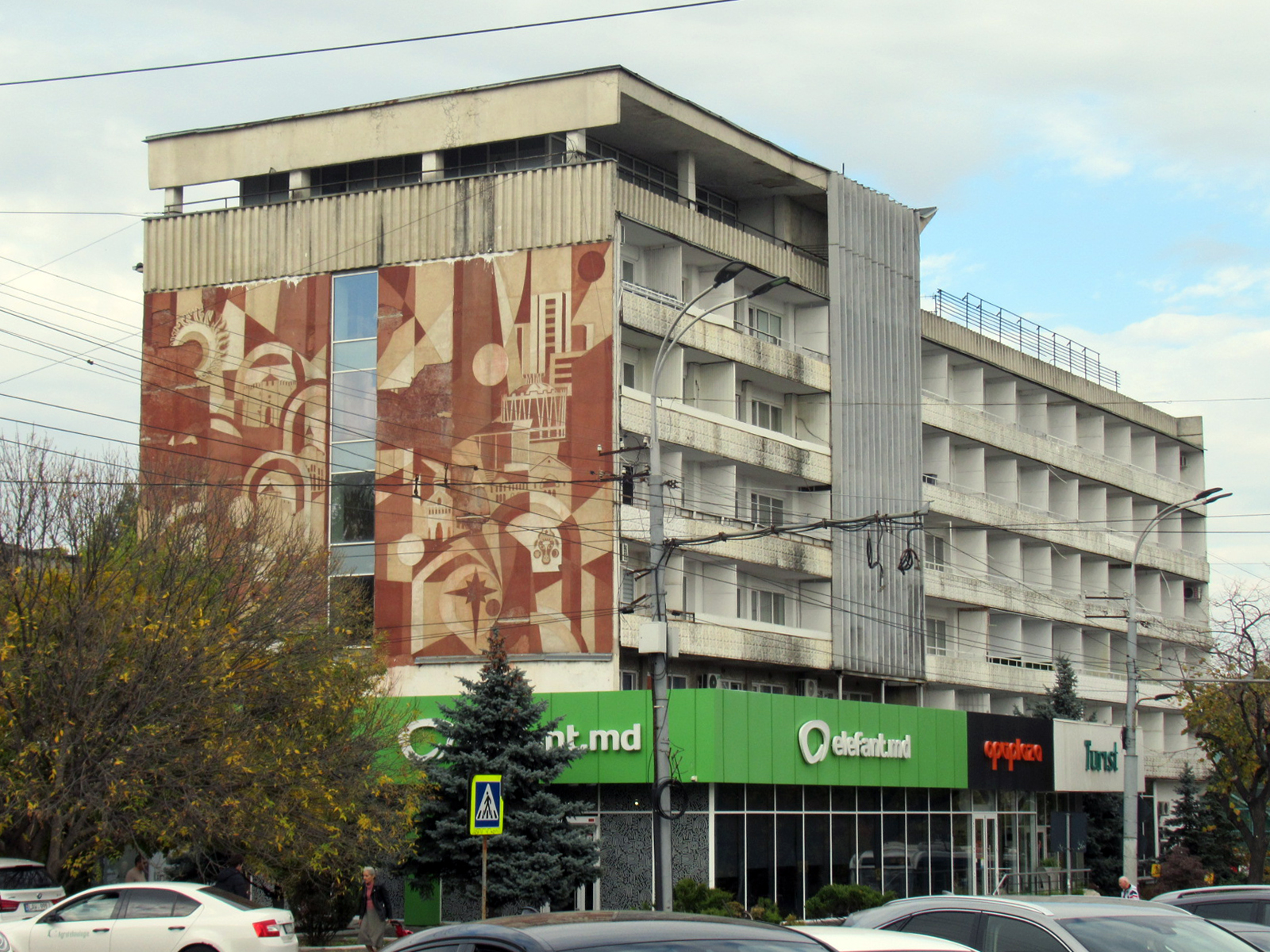
nr. 13 – hotelul «Turist», 1971, architect R. Bechesevici
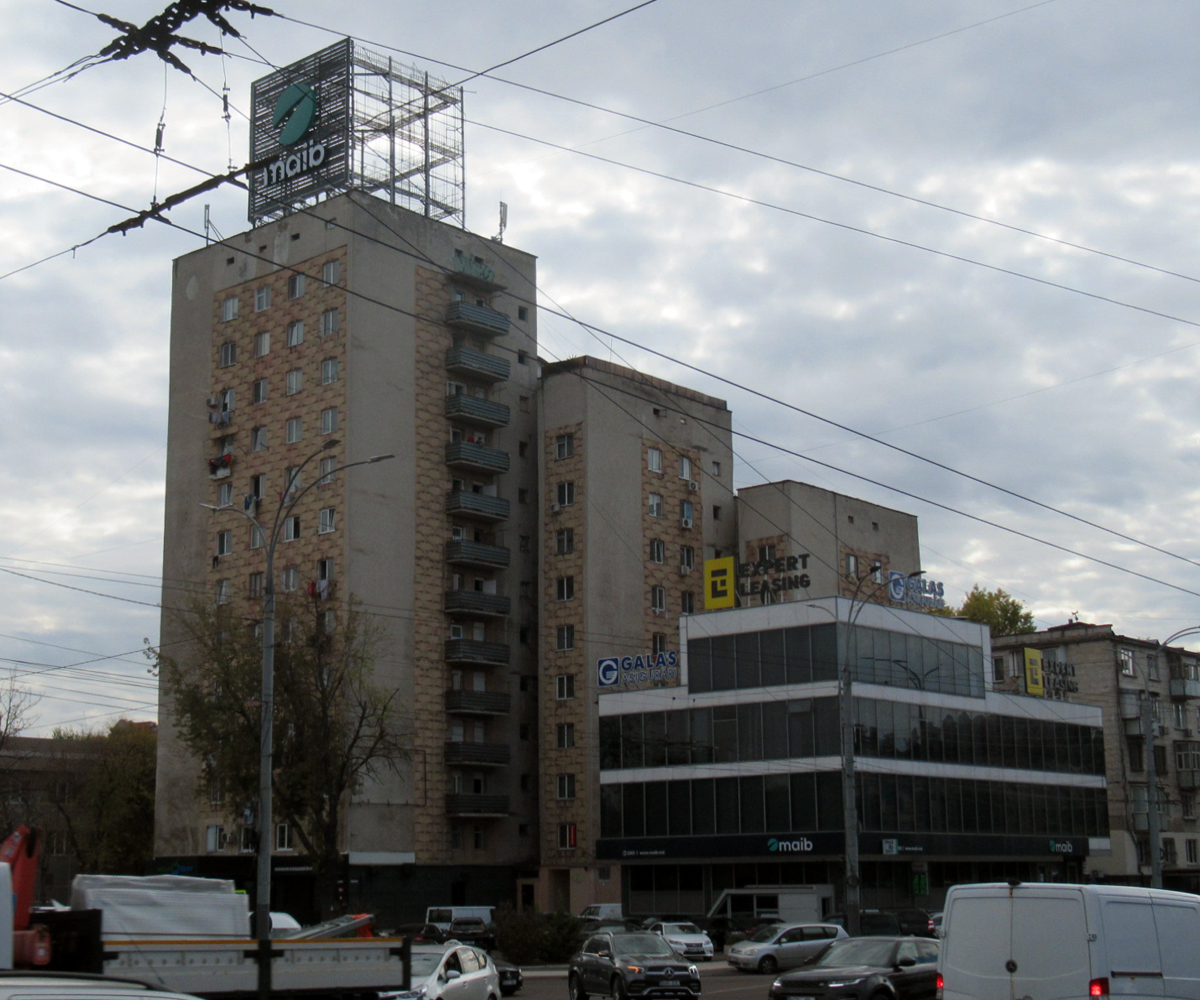
nr. 26, 1983 – dominantă a capătului bulevardului deasupra văii râului Bâc
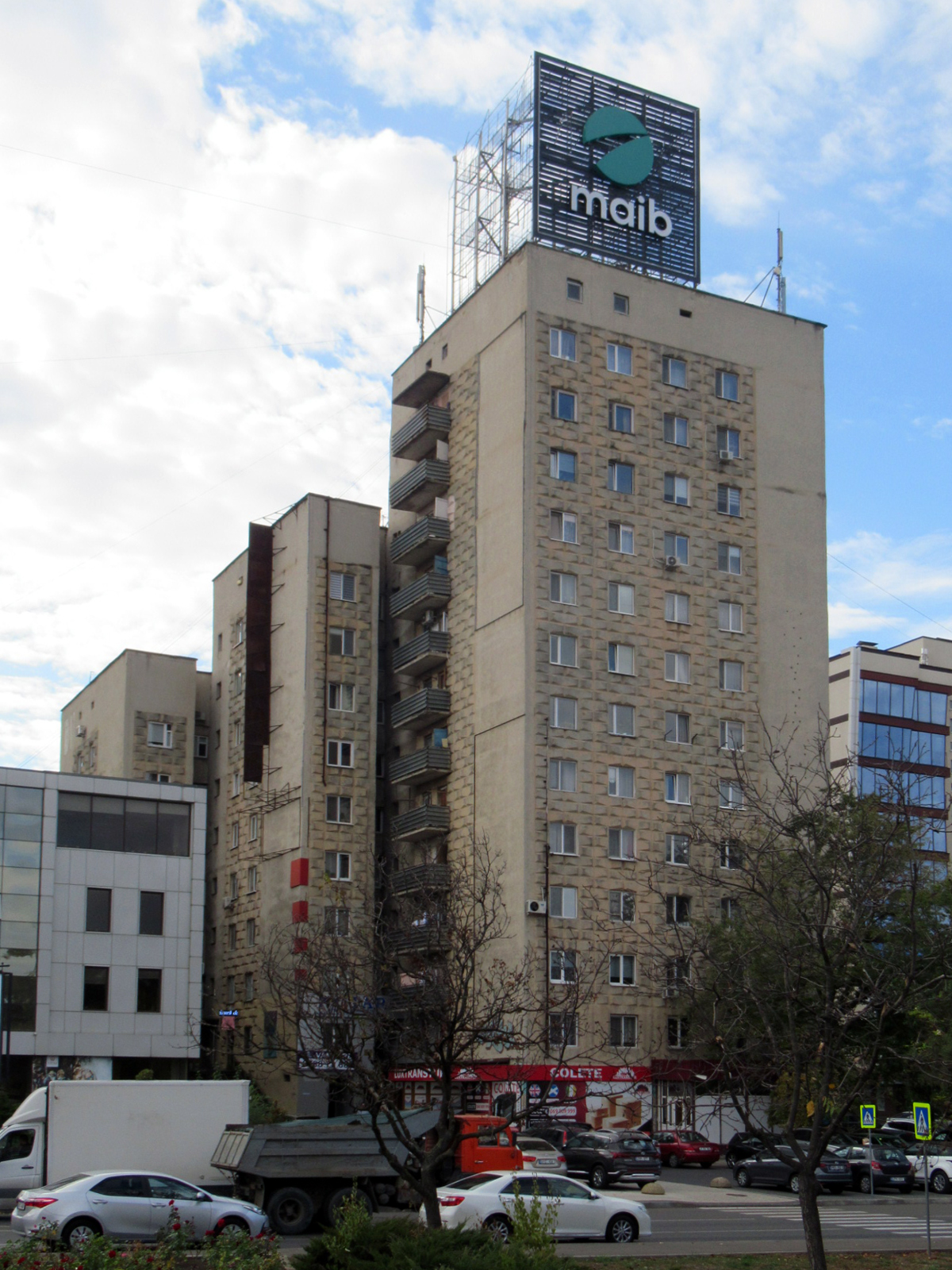
nr. 28, 1983 – dominantă a capătului bulevardului deasupra văii râului Bâc